# Циндао Тяньхай (стадион)
Стадион Циндао Тяньхай (кит. упр. 青岛天泰体育场) — футбольный стадион в Циндао, провинция Шаньдун, КНР. Является домашним стадионом для команды китайской Суперлиги «Циндао Чжуннэн», ранее здесь же выступал «Циндао Хайлифэн». Вмещает 20,525 зрителей.

## История
Стадион был построен в 1933 году, поэтому также носит название Первый городской стадион Циндао. После нескольких реконструкций стал называться «Стадион Тяньхай».